# Association des bibliophiles universels
Pour les articles homonymes, voir ABU.
L'Association des bibliophiles universels (ABU) numérisait et mettait en ligne des ouvrages du domaine public en français. C'était donc un équivalent francophone du projet Gutenberg.
Le site existe encore et permet de télécharger des ouvrages, mais il ne met plus de livres en ligne depuis l'année 2002.